# Unbelievable (Sarah-Connor-Album)
Unbelievable (englisch für: „Unglaublich“) ist das zweite Studioalbum der deutschen Sängerin Sarah Connor. Es wurde am 30. September 2002 von X-Cell und Epic Records veröffentlicht. Die Platte erreichte Platz zehn der deutschen Albumcharts und erlangte innerhalb von 48 Stunden Goldstatus.

## Hintergrund
Für die Arbeit am zweiten Album tat sich Connor erneut mit den Produzenten Kay Denar und Rob Tyger zusammen, um mit ihnen den größten Teil des Albums zu produzieren. Weiterhin waren als Produzenten unter anderem Wyclef Jean, Jerry Duplessis, Bülent Aris, Sugar P und Triage tätig.
Das Album konnte sich zwar auf Platz 10 der deutschen Album-Charts platzieren, jedoch nicht an den großen Erfolg von Connors Debüt-Album Green Eyed Soul anknüpfen. Auf dem Album, mit dem man Connor international vermarkten wollte, wechseln sich Uptempo-Nummern und Balladen ab, welche den Musikrichtungen Pop, R&B und Soul zuzuordnen sind. Es wurden vier Lieder als Singles ausgekoppelt.
Am 2. September 2002 erschien als Vorab-Single One Nite Stand (Of Wolves and Sheep), ein von Wyclef Jean produziertes Lied, auf dem er als Gastmusiker mitwirkte. Es konnte sich auf Platz 5 der deutschen Single-Charts platzieren.
Die zweite Single Skin on Skin, die ebenfalls Platz 5 der Deutschen Single-Charts belegte, erschien am 4. November 2002. 2003 folgte die Single He’s Unbelievable, die auf ein Sample von 2Pacs California Love zurückgreift.
Der Titel Bounce, das Connor als Debüt-Single in Nordamerika veröffentlichte, wurde von Bülent Aris, Toni Cottura und Anthony Freeman geschrieben und von Aris produziert. Bounce erreichte Platz 12 der deutschen Single-Charts, Platz 20 in Österreich und Platz 14 in der Schweiz.
Thematisch handeln die Lieder vor allem von Liebe und Partnerschaft. Wait Till You Hear from Me handelt von Drogenmissbrauch und Put Your Eyez on Me von Connors Aufstieg in der Musikbranche. Das Lied I Wanna Touch U There wurde von Diane Warren geschrieben, die zuvor unter anderem mit Toni Braxton und Céline Dion zusammenarbeitete.

## Titelliste
1. One Nite Stand (Of Wolves and Sheep) (feat. Wyclef Jean) (W. Jean, Jerry Duplessis, S. Connor, O. G. Fortuna) – 3:58
2. He’s Unbelievable (Rob Tyger, Kay Denar) – 4:20
3. I Wanna Touch U There (Diane Warren) – 3:25
4. The Loving Permission (R. Tyger, K. Denar) – 4:50
5. Where Did You Sleep Last Nite? (S. Connor, R. Tyger, K. Denar) – 4:53
6. Bounce (Bülent Aris, Toni Cottura, A. Freeman) – 4:12
7. Skin on Skin (R. Tyger, K. Denar) – 4:44
8. Wait ‘Til You Hear from Me (R. Tyger, K. Denar) – 4:19
9. 1 + 1 = 2 (R. Tyger, K. Denar) – 5:02
10. Put Your Eyez on Me (R. Tyger, K. Denar) – 4:04
11. That’s the Way I Am (June Rollocks, B. Aris, T. Berlin, F. Dursthoff) – 3:34
12. Beautiful (J. Rollocks, B. Aris, F. Dursthoff) – 4:14
13. That Girl (R. Tyger, K. Denar) – 3:18
14. Sweet Thang (R. Tyger, K. Denar) – 4:05
15. Make My Day (The Hitman, Mekong Age, Rufi-Oh) – 3:35
16. Teach U Tonite (R. Tyger, K. Denar) – 4:29

Bonustrack (Special Edition)
1. One Nite Stand (Of Wolves and Sheep) (Club Version w/Shea’s Club Keys) (featuring Wyclef Jean) – 4:08
2. Make My Day (Wicked Kid Urb‘n Remix) – 3:49

Bonustrack (German Limited-Edition #1)
1. Better Half

Bonustrack (German Limited-Edition #2)
1. 20.000 Feet

Bonustracks (Special Spanish Edition)
1. From Sarah with Love
2. En Mi Piel
3. Quiero Encender Tu Piel
4. De Sarah, tu Amor

## Verschiedene Editionen
Das Album ist in verschiedenen Editionen erschienen, die sich in ihren Titellisten unterscheiden. Am 2. Oktober 2002 erschien eine Special Spanish Edition, die 18 Lieder beinhaltet. Es wurden der Trackliste vier Bonuslieder hinzugefügt. Neben dem Lied From Sarah with Love aus dem Vorgängeralbum sind spanische Versionen der Lieder Skin on Skin, I Wanna Touch U There und From Sarah with Love vorhanden. Weggelassen wurde das Lied Make My Day.
Die russische Version besteht aus 19 Liedern und wurde um die Lieder From Sarah with Love, French Kissing und Imagining aus dem Vorgängeralbum ergänzt. Die im Vereinigten Königreich veröffentlichte Version wurde um das Lied Let’s Get Back to Bed – Boy! ergänzt und die in Asien veröffentlichte Version enthält From Sarah with Love.
Exklusiv für die Webseite amazon.de wurde eine Bonus-Track-Version veröffentlicht, die als Bonus die Remixe One Nite Stand (Of Wolves and Sheep) (Club Version w/Shea’s Club Keys) und Make My Day (Wicked Kid Urb’n Remix) enthält. Weiterhin wurden in Deutschland zwei limitierte Editionen veröffentlicht, die jeweils als 17. Track ein anderes Bonus-Lied hatten. Die Version eins hat das Lied Better Half und die Version zwei den Bonus-Song 20.000 Feet.

## Rezension
Joachim Gauger von Laut.de vergibt drei von fünf möglichen Punkten und lobt die Zusammenarbeit mit der „Crème de la Crème des Musikbiz“. Dadurch sei ein abwechslungsreiches Album entstanden, „das vor allem, was die Qualität der Produktion angeht, unter deutschen Künstlern seines Gleichen sucht“. Im Vergleich zum Debüt-Album sei Unbelievable R'n'B-lastiger und souliger. Es überwiegen die Uptempo-Nummern, die gelegentlich an R. Kelly erinnern. Das Lied I Wanna Touch U There wird als fetzig und eingängig beschrieben. Von den Balladen wird Skin on Skin hervorgehoben und als „ein vorprogrammierter Weihnachtshit“ beschrieben. Gauger bemängelt jedoch, dass Connor auf diesem Album keinen eigenständigen Stil entwickelt habe.

## Kommerzieller Erfolg

### Chartplatzierungen
| ChartsChartplatzierungen | Höchstplatzierung | Wochen |
| ------------------------ | ----------------- | ------ |
| Deutschland (GfK)        | 10 (28 Wo.)       | 28     |
| Österreich (Ö3)          | 21 (17 Wo.)       | 17     |
| Schweiz (IFPI)           | 19 (17 Wo.)       | 17     |

### Auszeichnungen für Musikverkäufe
| Land/Region        | Auszeichnungen für Musikverkäufe (Land/Region, Auszeichnung, Verkäufe) | Verkäufe |
| ------------------ | ---------------------------------------------------------------------- | -------- |
| Deutschland (BVMI) | Gold                                                                   | 150.000  |
| Schweiz (IFPI)     | Platin                                                                 | 40.000   |
| Insgesamt          | 1× Gold · 1× Platin ·                                                  | 190.000  |